# Estatuto da Terra

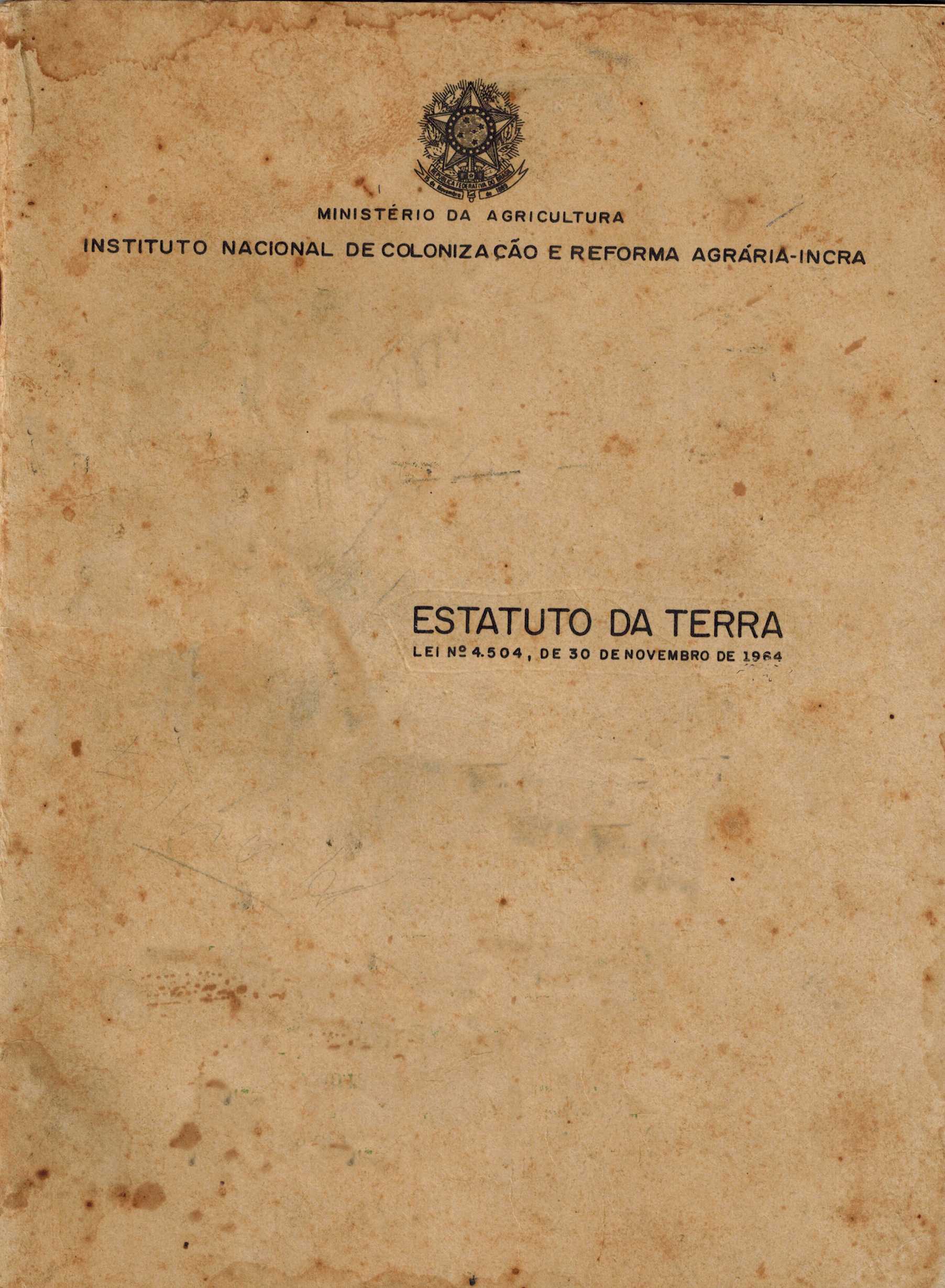
Exemplar do Estatuto da Terra.

Estatuto da Terra é a forma como legalmente se encontra disciplinado o uso, ocupação e relações fundiárias no Brasil. Conforme o Estatuto da Terra, criado em 1964, o Estado tem a obrigação de garantir o direito ao acesso à terra para quem nela vive e trabalha.

## No Brasil
Um dos primeiros códigos inteiramente elaborados pelo Governo Militar no Brasil, a Lei 4 504, de 30 de novembro de 1964, foi concebida como forma de colocar um freio nos movimentos campesinos que se multiplicavam durante o Governo João Goulart.
Apesar de importantes peças para o ordenamento jurídico brasileiro, seu conteúdo é muito pouco difundido, e conta com poucos especialistas no meio doutrinário. Conquanto seus conceitos abarquem definições de cunho inteiramente político, servem para nortear as ações de órgãos governamentais de fomento agrícola e de reforma agrária, como o INCRA.
São diversos os conceitos ali enunciados, com importantes repercussões para a vida no campo, bem como a relação do proprietário de terras com o seu imóvel. Dentre elas:
- Reforma agrária - é o conjunto de medidas em que visem a promover melhor distribuição da terra, mediante modificações no regime de sua posse e uso, a fim de atender aos princípios de justiça social e ao aumento de produtividade. (Art. 1º) . Reforma agrária é a reorganização da estrutura fundiária com o objetivo de promover a distribuição mais justa das terras. A reforma agrária tem o objetivo de proporcionar a redistribuição das propriedades rurais, ou seja, efetuar a distribuição da terra para realização de sua função social;
- Módulo rural - consiste, em linhas gerais, na menor unidade de terra onde uma família possa se sustentar ou, como define a lei: lhes absorva toda a força de trabalho, garantindo-lhes a subsistência e o progresso social e econômico - e cujas dimensões, variáveis consoante diversos fatores (localização, tipo do solo, topografia, etc.), são determinadas por órgãos oficiais. Por estes critérios, uma área de várzea de meio hectare pode configurar, em tese, um módulo rural - ao passo que 10 hectares de caatinga podem não atingi-lo;
- Minifúndio - Uma propriedade de terra cujas dimensões não perfazem o mínimo para configurar um módulo rural (nos exemplos anteriores, uma várzea de 0,2ha...);
- Latifúndio - propriedades que excedam a 600 módulos rurais ou, independente deste valor, que sejam destinadas a fins não produtivos (como a especulação).

## Seu objetivo
As metas estabelecidas pelo Estatuto da Terra eram basicamente duas: a execução de uma reforma agrária e o desenvolvimento da agricultura. Três décadas depois, podemos constatar que a primeira meta ficou apenas no papel, enquanto a segunda recebeu grande atenção do governo, principalmente no que diz respeito ao desenvolvimento capitalista ou empresarial da agricultura. 
Ideologias à parte, a verdade é que o Estatuto foi elaborado por uma equipe de alto nível. Seus integrantes foram selecionados a dedo nas melhores universidades e institutos de pesquisa das áreas jus-agraristas e afins. Dela faziam parte nomes como os dos agrônomos Carlos Lorena e José Gomes da Silva, os juristas Messias Junqueira, Igor Tenório e Fernando Pereira Sodero, além de técnicos renomados de outras áreas. Essa equipe foi confinada num hotel de Brasília, e seu trabalho era acompanhado pessoalmente pelo presidente Castelo Branco. Disso resultou uma lei muito avançada para o seu tempo, mas que quase nada foi colocado em prática.

## Em Moçambique
Em Moçambique, segundo a Constituição, a terra é propriedade do Estado e não pode ser alienada. A Lei de Terras é o diploma que define quais os tipos de autorização de uso e aproveitamento da terra que podem existir, de forma a promover o desenvolvimento econômico e, por outro lado, proteger os interesses das comunidades locais que vinham há gerações utilizando parcelas de terra sem uma base legal.[carece de fontes?]